# Business Suits And Combat Boots
«Business Suits And Combat Boots» es una canción y un sencillo de la banda de deathcore y death metal melódico canadiense The Agonist. La canción forma parte de su primer álbum de estudio, Once Only Imagined, lanzado en 2007, y fue lanzada como primer y único sencillo el 21 de septiembre de 2007. 
También la canción se encuentra disponible como descarga digital en los sitios web Amazon y iTunes.

## Video musical
El video musical fue dirigido por el aclamado director David Brodsky (Strapping Young Lad, Gwar, God Forbid) y fue publicado el 21 de septiembre de 2007. El video se posicionó como el sexto mejor video del 2007 en MTV2's Headbanger's Ball.
El videoclip comienza con un primer plano de la vocalista Alissa White-Gluz susurrando rápidamente la frase "Does history guide you, or do you set out to change it?" (en español: ¿La historia te guía o te has propuesto cambiarla?), luego se muestra a la banda tocando la canción en una sala. 
Posteriormente, aparece una escena que muestra a un hombre adinerado que le roba dinero a un vagabundo que está durmiendo en un banco y luego la banda continúa tocando, con Alissa White-Gluz realizando voces guturales y con Danny Marino realizando complicados riffs de guitarra. También se suceden imágenes de soldados estadounidenses cargando féretros de combatientes envueltos en banderas de dicho país e imágenes contra el maltrato a los animales. 
Luego aparece The Agonist bajo un cielo tormentoso y con Alissa White-Gluz alternando voz melódica y voz gutural, y luego interpretando la canción en el exterior de una fábrica, donde aparecen aviones surcando el cielo, los cuales lanzan bombas a los alrededores.

## Lista de canciones
Toda la música compuesta por The Agonist. 
| Lanzamiento promocional |        |          |  |
| N.º                     | Título | Duración |  |

## Personal
- Alissa White-Gluz – voz
- Danny Marino – guitarra
- Chris Kells – bajo y coros
- Simon McKay – batería